# Edinburgh 500
Edinburgh 500 es una localidad de Trinidad y Tobago, que forma parte del borough de Chaguanas.

## Geografía
La localidad abarca parte de la isla Trinidad y limita al norte con Montrose Village y Longdenville, al sur con Carlsen Field (de la región de Couva-Tabaquite-Talparo), al este con Longdenville y al oeste con Montrose Village.

## Demografía
Datos demográficos de la localidad de Edinburgh 500:
| Gráfica de evolución demográfica de Edinburgh 500 entre 2000 y 2011 |
|                                                                     |